# Oscar Grégoire
Oscar Grégoire jr. (Ivanteevka, 26 marzo 1877 – Bruxelles, 28 settembre 1947) è stato un pallanuotista e nuotatore belga.

## Carriera
Partecipò alle Olimpiadi di Parigi 1900 nel Brussels Swimming and Water Polo Club, rappresentante del Belgio nel torneo di pallanuoto. La squadra belga vinse prima 2-0 contro i francesi del Pupilles de Neptune de Lille#1, poi travolsero 5-1 un'altra squadra francese, le Libellule de Paris. In finale vennero battuti 7-2 dagli inglesi dell'Osborne Swimming Club #1, piazzandosi sul secondo gradino del podio e conquistando la medaglia d'argento. Otto anni dopo partecipa alle Olimpiadi di Londra con la Nazionale belga; la sua squadra si piazza nuovamente seconda e Grégoire realizza quattro gol, piazzandosi secondo nella classifica cannonieri alle spalle del suo compagno di squadra e capitano Fernand Feyaerts. Inoltre esordisce anche nel nuoto nei 100m dorso, non avendo successo. Quattro anni dopo a Stoccolma ritenta, non arrivando sul podio nemmeno questa volta. Nella stessa Olimpiade è di nuovo nelle file della Nazionale belga di pallanuoto, con la quale conquista una medaglia di bronzo, realizzando due gol contro la Nazionale britannica.

## Palmarès
- Argento ai Giochi olimpici di Parigi 1900
- Argento ai Giochi olimpici di Londra 1908
- Bronzo ai Giochi olimpici di Stoccolma 1912